# 僕が宇宙に行った理由
『僕が宇宙に行った理由』（ぼくがうちゅうにいったりゆう）は、2023年の日本のドキュメンタリー映画。

## 概要
日本の民間人として初の国際宇宙ステーション（ISS）滞在を実現した前澤友作に密着したドキュメンタリー映画。監督は前澤の宇宙旅行に同行した平野陽三が務めた。実際に宇宙に渡航した人物が撮影を行い監督を務めた映画は、日本では初。

## あらすじ
株式会社ZOZOの創業者・実業家の前澤友作は、少年時代にハレー彗星を見て以来、宇宙に興味を抱くようになる。2015年、民間人も宇宙に行くことができると知った前澤は、宇宙旅行に向けてのプロジェクトを立ち上げた。過酷な検査やトレーニングを経て、2021年、ついに前澤らが搭乗した宇宙船「ソユーズ」が国際宇宙ステーションへと旅立った。宇宙で12日間を過ごし地球へと帰還した一部始終を追う。

## 出演
- 前澤友作
- 平野陽三
- アレクサンダー・ミシュルキン
- 山崎直子
- 小木曽詢

## 撮影
前澤に同行し宇宙滞在の記録を担当した平野は、ロスコスモスやNASAにおいてカメラの取り扱いの講習を受けた上で撮影に臨んだ。宇宙空間での撮影には耐久・破壊テストを経た上で規格を満たしたソニーのカメラ2台とGoPro、iPhoneが用いられた。打ち上げ時は手持ちでの撮影は禁止されているため、ソユーズの操縦席にGoProを設置し記録におさめた。
平野によれば、無重力状態での撮影は機材の重みがないため疲労感が少ないものの、身体も同時に浮遊してしまうため、手すりなどで身体を固定する必要があった。
電気はISSの生活および実験に回されるため、コンセントはなくパワーコンディショナーにUSBをつないで撮影機材の充電が行われたが、充電は少しずつしかできないため苦労した。またSDカードの持ち込みには制限があり、唯一支給された古いハードディスクはデータ転送がスムーズにいかずデータがすぐ満杯になるため、空き容量を作るやりくりの工夫が必要だった。
帰還モジュールは軽量化する必要があるため、撮影に使用した機材はすべてISSに残した。

## 制作
当初映画化の予定はなかったが、前澤と平野の2人が地上に帰還した2021年12月20日から2カ月が経ち、ロシアによるウクライナ軍事侵攻が発生。二国間の対立がさらに深刻化する2022年4月、ISS内での平和についての前澤とのやりとり、平野が地球を見つめながら実感した「地球は1つ。国境線はない」という思いを形にすることを決断する。元々映画監督になりたいという夢を持っていた平野は、前澤に映画化を直訴し、撮りためた映像を映画として完成させるに至った。
映像の作品化にあたっては、2022年5月にニューヨークで前澤のコメントを撮影したのがスタートとなった。
本作の見せ場のひとつはロケット打ち上げシーンであるが、監督の平野は特に音にこだわった。自身の搭乗前に打ち上げには何度か立ち会ったが、そのときの迫力を再現できるよう音を調整。映画館の観客がバイコヌール宇宙基地にいるような臨場感を感じてもらえることを目指した。
ポスターなどのメインビジュアルには、キューポラ内で身体を丸めた前澤が地球を背景にゆっくりと廻る姿が使用された。

## 公開
2023年11月27日、完成披露上映会がTOHOシネマズ日本橋にて行われた。上映会に前澤は訓練時に着用していたフライトスーツ姿で登場。宇宙の香りがついたスーツを洗うのがもったいないと感じ、当時使用したままで保管していたことを明かした。
前澤は挨拶で、「夢を持ち諦めずに努力するといつか形になる」という思いで作った映画であることや、「宇宙から見た地球は本当に美しく国境はない」こと「皆で美しい地球を守っていけたら」と自身の平和への思いを綴った。
2023年12月29日に劇場公開。TOHOシネマズ日比谷で初日舞台挨拶が行われた。
2023年11月27日から12月3日まで日本橋三井タワーにおいて、前澤と平野の2人が実際に搭乗したソユーズの帰還モジュールが日本国内で初めて一般公開された。約10mの⼤型パラシュートや実際に着⽤したフライトスーツも併せて展示が行われた。
また2023年12月26日から30日までは、東京ミッドタウンにて『僕が宇宙に行った理由』特別展が開催された。
公開直前には、クラーク記念国際高等学校の宇宙探究部やパフォーマンスコースの生徒、そして青山学院大学のマスコミ研究会に所属する学生に向けて平野監督によるティーチインイベントも開催された。